# Infanta Maria Teresa (cruzador)
O Infanta Maria Teresa era um cruzador blindado da Armada Espanhola que participou na Batalha de Santiago de Cuba. Tinha como irmãos-gêmeos o Vizcaya e o Almirante Oquendo.

## Blindagem

Planta do Infanta Maria Teresa

Uma estreita faixa blindada cobrindo dois terços da linha de flutuação em meia nau, com a tampa escudo plana sobre a correia, mas encurvamento para baixo nas extremidades, com uma armadura talude inclinado sobre a casa das máquinas. Bancas de largura, foram colocados sobre a correia, com um grupo de carvão mais perto dos lados da sala de máquinas abaixo da linha de flutuação. Tinha a sua maior fraqueza nas faixas elevadas, que foram colocados pedaços de calibre médio e pequeno, sem mais proteção do que lhes forneceu os extras das peças e até o costado do navio, deixando desprotegidos os servos das baterias. Como todos os navios da época, apesar de serem feitos de aço, a madeira ainda era muito usada para ambos os elementos decorativos, como móveis, decks e aparelhos, tornando o Infanta Maria Teresa e seus colegas suscetíveis ao fogo. 

## Armas
Havia canhões de 280mm colocados na proa e na popa, além de canhões 140mm instalados no deck superior. Os tubos lança-torpedos colocados na proa foi o grande erro da Armada Espanhola, baseando sua filosofia nesses ataques, quando os torpedos tinham um alcance máximo de 800m.

## História
Quando a Guerra Hispano-Americana começou, a frota espanhola comandada pelo Almirante Pascual Cervera a bordo do Infanta Maria Teresa partiu para Cuba, onde ancoraram no porto de Santiago de Cuba, depois de 37 dias de bloqueio norte-americano, Cervera decidiu tentar uma fuga para o mar aberto, mas os norte-americanos descobriram e perseguiram os espanhóis, o Infanta Maria Teresa foi atacado pelo USS Brooklyn, o Infanta Maria Teresa ficou seriamente danificado, obrigando Cervera à encalhá-lo para que não afundasse, enquanto os outros navios espanhóis eram destruídos.